# IC 57
IC 57 ist eine linsenförmige Galaxie vom Hubble-Typ S0 im Sternbild Fische auf der Ekliptik. Sie ist etwa 533 Millionen Lichtjahre von der Milchstraße entfernt und hat einen Durchmesser von etwa 95.000 Lichtjahren.
Das Objekt wurde am  2. Dezember 1893 vom französischen Astronomen Stéphane Javelle entdeckt.